# Guénange
Guénange (Duits: Niederginingen ) is een gemeente in het Franse departement Moselle (regio Grand Est). De gemeente maakt deel uit van het arrondissement Thionville. Guénange telde op 1 januari 2022 7.922 inwoners.

## Geografie
De oppervlakte van Guénange bedroeg op 1 januari 2022 8,35 vierkante kilometer; de bevolkingsdichtheid was toen 948,7 inwoners per km².

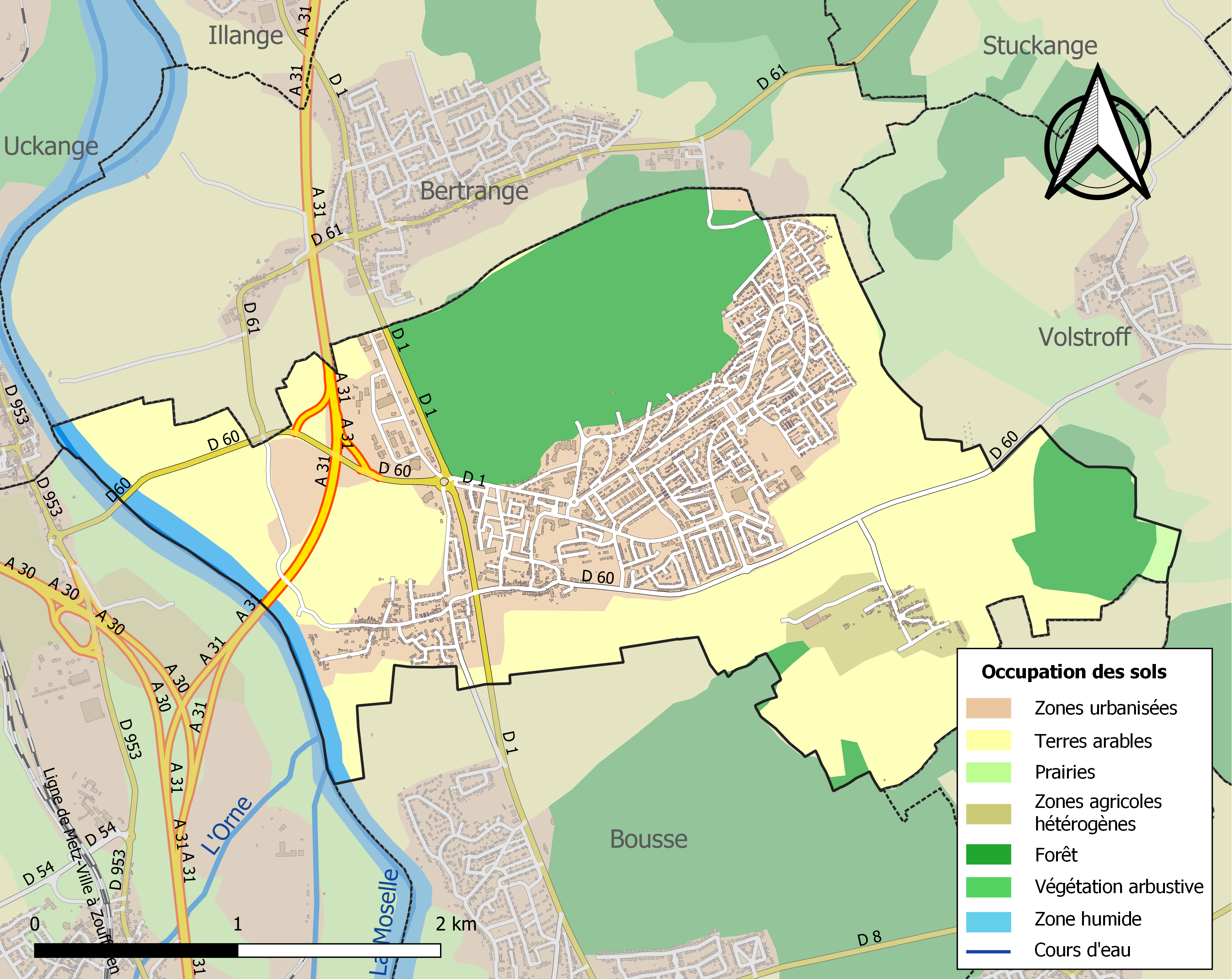
Kaart van de gemeente met de belangrijkste infrastructuur, bodemgebruik en omliggende gemeenten

## Demografie
Onderstaande figuur toont het verloop van het inwonertal (bron: INSEE-tellingen).